# Salomėja Nėris
Salomėja Nėris (Bačinskaitė-Bučienė, ur. 17 listopada 1904 w Kiršai na Litwie, zm. 7 lipca 1945 w Moskwie) – litewska poetka.

## Rodzina
Urodziła się we wsi Kiršai, w gminie Olwita w guberni suwalskiej Królestwa Polskiego (obecnie rejon wyłkowyski), niedaleko od ówczesnej granicy niemieckiej, w dostatnio żyjącej suwalskiej rodzinie rolniczej Szymona i Urszuli Baczyńskich. Wśród rodzeństwa była najstarsza, choć przedtem umarła jej siostra. Miała jeszcze dwóch braci – Bronisława i Wiktora, oraz siostrę Anię.
Ojciec był wykształconym człowiekiem, w młodości podtrzymywał związki z knygnešiai (lit. niosący książki), sympatyzował z ideami socjalistycznymi. Matka, Uršulė Žemaitytė-Bačinskienė, podobnie jak cała rodzina, wyróżniała się pobożnością. Jeden z jej braci był księdzem.

## Początki nauki i twórczości
W 1911 r. Salomeja Nėris zaczęła chodzić do szkoły podstawowej w Olwicie, a wiosną 1918 r. – do drugiej klasy gimnazjum żeńskiego w Mariampolu. Po samodzielnych przygotowaniach, zdała egzamin do czwartej klasy i już w 1919 r. przeniosła się do Gimnazjum „Žiburys” w Wyłkowyszkach.
W gimnazjum działała litewska katolicka organizacja młodzieżowa, do której wstąpiła Nėris. Często uczestniczyła w uczniowskich wieczorkach, czytała fragmenty lirycznej prozy oraz wiersze. W 1921 r. w gazetce „Ateities žiedai” (lit. „Kwiaty przyszłości”) powielanej na szapirografie, Nėris zaczęła drukować wiersze podpisując się pseudonimami Jūraitė oraz Liūdytė, a pod wierszem Jūra banguoja, jūra beribė (lit. Morze faluje, morze bezkresne) wydrukowanym w listopadzie 1923 r. pierwszy raz podpisała się jako Nėris. Od tego czasu, a szczególnie od 1924 r., jej wiersze, podpisane pseudonimem Nėris, a później Salomėja Nėris, coraz częściej pojawiały się w prasie.

## Studia na uniwersytecie
Ukończywszy gimnazjum w Wyłkowyszkach, w 1924 r. Nėris wstąpiła na Uniwersytet Litewski na fakultet Teologii i Filozofii, gdzie studiowała litewską literaturę, język i literaturę niemiecką, pedagogikę i psychologię, czasami przychodziła na wydział nauk humanistycznych posłuchać wykładów Juozasa Tumasa-Vaižgantasa, Vincasa Krėvė-Mickevičiusa, Balysa Sruogi, uczestniczyła w działalności stowarzyszenia „Šatrija” – litewskiej katolickiej organizacji młodzieżowej.
Koledzy, których poznała na uniwersytecie, zapamiętali ją jako osobę subtelną, wrażliwą i z dużym wyczuciem. Bardziej koleżeńskie więzi utrzymywała z młodymi poetami, pisarzami – z Juozasem Tysliavą, pochodzącym z tej samej wsi, oraz ze Stasysem Santvarasem, Petronėle Orinaite, Vincasem Mykolaitisem-Putinasem. Zakochała się w swoim wykładowcy Juozasie Eretasie. Swoje uczucia wyrażała w dzienniku lub w wierszach, które pisała nocą.
Studiując na uniwersytecie Nėris wydała pierwszy zbiór wierszy Anksti rytą (lit. Wczesnym rankiem) (1927 r.) który przyniósł jej uznanie w środowisku poetyckim. Studia ukończyła w 1928 r.

## Po ukończeniu studiów
W 1928 r. przeniosła się do Łoździej: 1 września została skierowana przez Ministerstwo Oświaty do gimnazjum „Žiburys” (lit. „Światło”) w Sejnach jako nieetatowa nauczycielka na prawach praktykantki. Mieszkając w Łoździejach, Salomeja Nėris w gimnazjum uczyła języka niemieckiego, prowadziła kółko literatów, pomagała uczniom przygotowywać wieczorki, prowadziła kursy języka niemieckiego dla dorosłych. Od 1 sierpnia 1930 r. decyzją Ministra Oświaty została zatrudniona w gimnazjum „Žiburys” w Sejnach jako pełnoetatowy pracownik. Kiedy uczyła w Łoździejach, 3 lipca 1930 r., komisja sprawdzająca cenzus nauczycieli przyznała jej tytuł nauczyciela szkoły wyższej i prawo do nauczania: a) w szkole wyższej – języka litewskiego, b) w szkole średniej – języka litewskiego i niemieckiego.
Na końcu czerwca 1929 r. S. Nėris wyjechała do Wiednia. Podczas pobytu w Austrii pogłębiała znajomość języka niemieckiego na kursach organizowanych przez Uniwersytet Wiedeński. Latem 1929 r. zaczęła przygotowywać do druku swój drugi zbiór wierszy – Pėdos smėly (lit. Ślady na piasku), który został wydany w 1931 r.
Latem 1930 r. po raz trzeci odwiedziła Europę Zachodnią wraz z profesorem Balysem Sruogą. Jesienią 1931 r. poetka przeprowadziła się do Kowna. W latach 1931–1934 prowadziła prywatne lekcje, a ponadto zajmowała się przypadkowymi pracami literackimi, tłumaczeniami literatury pięknej, które były drukowane, podpisywane różnymi pseudonimami lub bez podpisów, w periodycznej prasie i w oddzielnych pozycjach książkowych. Będąc w Kownie zbliżyła się do trzeciofrontowców – pisarzy o lewicowych prokomunistycznych poglądach.
W 1934 r. wydano przetłumaczoną książkę przez S. Nėris Aleksandra Kuprina Sulamita, później wyszedł zbiór bajek Mūsų pasakos (lit. Nasze bajki), które zebrała z okolic Poniewieża. W tym samym roku poetka przeniosła się do tego miasta, kiedy od 15 września z polecenia ministra oświaty została nauczycielką w państwowym gimnazjum żeńskim.
Ucząc w poniewieskim gimnazjum, S. Nėris przewodniczyła kołu sztuki, pomagała przygotowywać wieczory literackie. Tutaj bliżej współpracowała z córką pisarki Liudviką Didžiulienė, Vandą Didžiulytė-Albrechtienė. Poznała także przyszłego męża, wówczas rzeźbiarzem Bernardasa Bučasa.
Na początku 1935 r. wydała trzeci zbiór swoich wierszy – Per lūžtantį ledą (lit. Przez łamiący się lód). Latem mieszkała w Połądze. Tam uczęszczała na letnie kursy nauczycielskie języka litewskiego i litewskiej literatury, finansowane przez ministerstwo oświaty. 15 marca 1936 r. w Poniewieżu odbył się wieczór literacki, poświęcony litewskiej pisarce-realistce Gabrielė Petkevičaitė-Bitė z okazji 75. urodzin, na którym S. Nėris przeczytała kilka swoich nowych wierszy.
W 1936 r. mieszkała na swojej ojcowiźnie, odwiedzała Kowno. W sierpniu tego samego roku wydała przetłumaczony utwór W. Korolenki Baisioji naktis. Makaro sapnas, później – utwór Paštas (lit. Poczta) dla dzieci. Na końcu września wyjechała do Paryża studiować język francuski. 12 grudnia 1936 r. odbył się ślub cywilny Salomėji Nėris i rzeźbiarza Bernardasa Bučasa.

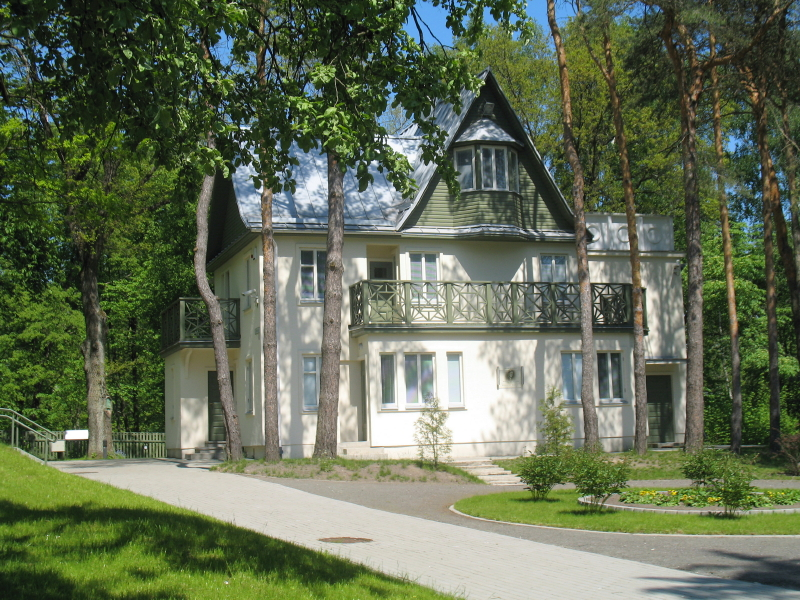
Dom S. Nėris w Palemonie pod Kownem

W 1937 r., mieszkając w Paryżu, pisała poemat Eglė žalčių karalienė (lit. Jegla królowa węży), odwiedzała najważniejsze pomniki, muzea, teatry, galerie sztuki, koncerty. W lipcu wróciła do Litwy, do Palemony (obecnie dzielnica Kowna). Jej mąż, B. Bučas, założywszy rodzinę, wykupił kawałek ziemi, sam zaprojektował i ze skromnych pensji obu małżonków budował dom. Zasadził wielki sad. Poetka miała swój gabinet, w którym pisała wiersze i przygotowywała się do lekcji.
Jesienią 1937 r. Nėris na swoją prośbę została przeniesiona z Poniewieża do Kowna i zaczęła pracować w III Państwowym Gimnazjum w Kownie, jeżdżąc codziennie pociągiem z Palemona do Kowna. W gimnazjum uczyła języka litewskiego i niemieckiego w niższych klasach. 23 października urodziła syna, któremu nadała imiona Saulius Balandis.
W pierwszej połowie 1938 r. wydała czwarty zbiór swoich wierszy Diemedžiu žydėsiu (lit. Kwitnąc bożemu drzewku), który otrzymał państwową nagrodę literacką. 13 stycznia 1939 r. stowarzyszenie pisarzy w Kownie zorganizowało święto literatury w Państwowym Teatrze, podczas którego wręczono nagrodę 1938 r. za ten zbiór.
W 1939 r. wydrukowano drugie wydanie zbioru wierszy Diemedžiu žydėsiu. 27 marca 1940 r. w Moskwie, w pałacu sztuki zachodniej w Moskwie otwarto wystawę litewskiej książki, na której były eksponowane również utwory tej poetki. W 1940 r. wydano poemat ludowy Jegla, królowa węży (lit. Eglė žalčių karalienė), napisany w latach 1937–1940. Wydano również wierszowaną bajkę Wdówka (lit. Našlaitė). Obie te prace Instytut Lituanistyki nagrodził, jako najlepsze dzieła popularyzujące język litewski, litewską kulturę oraz przekazy ludowe.

## Okres okupacji
Okupacja w 1940 r. dla Salomeji Nėris stanowiła okres kulminacyjny jej życia. Została deputowaną do tzw. Sejmu Ludowego oraz delegatką do Rady Najwyższej ZSRR (wybrana jako deputowana do Rady Najwyższej), aby prosić o przyjęcie okupowanej Litwy do składu Związku Radzieckiego. Polecano jej również napisanie poematu na cześć Józefa Stalina. Tak też zrobiła. W roku 1940 na sesji Rady Najwyższej ZSRR, kiedy przyłączono Litwę do Związku Radzieckiego, przeczytała fragment Poematu o Stalinie (lit. Poema apie Staliną) napisany na polecenie Władimira Diekanozowa.
W tym okresie Nėris pisała więcej wierszy na tematy partyjne. W końcu 1940 r. wydrukowała w czasopiśmie poemat Czterej (lit. Keturi), poświęcony litewskim komunistom rozstrzelanym po zamachu stanu Antanasa Smetony. W tym czasie zaczął ukazywać się miesięcznik sztuki i krytyki „Pisma” (lit. Raštai), do którego redakcji należała również Nėris. Podobnie weszła w skład komitetu, organizującego dekadę litewskiej literatury i sztuki w Moskwie. Na początku 1941 r. wydała tom poezji Rinktinė, którą zaczęła przygotowywać w 1939 r. Salomeja Nėris aktywnie uczestniczyła w wiecach w Jeziorosach, Dusiatach i w Ucianie. 12 stycznia 1941 r. została wybrana deputowaną do Rady Najwyższej ZSRR.
Latem 1941 r. uciekła przed Niemcami ze swoim synkiem przez Jeziorosy, Dyneburg, Wielkie Łuki, Rżew do Rosji. Na terytorium Łotwy pociąg, którym podróżowała Nėris, został zbombardowany. Zniszczeniu uległ jej bagaż oraz rękopisy, które ze sobą zabrała.
Pod koniec czerwca 1941 r. Salomeja Nėris z synem dotarli do Moskwy. Mieszkając tam, aktywnie współpracowała z komitetem radia, przygotowywała materiał do audycji w języku litewskim.
W końcu lipca 1941 r. wyjechała do Penzy. Tam napisała wiersze Sakalai broleliai (Bracia sokoły), Tėvynė (Ojczyzna), Kareivio motina (Matka żołnierza), Partizanai miškuos (Partyzanci w lasach). Aktywnie uczestniczyła w litewskich wieczorkach literackich razem z poetami takimi jak Liudas Gira, Kostas Korsakas, Antanas Venclova.
10 grudnia z Penzy wyjechała do Ufy. Przez pewien czas mieszkała w hotelu „Baszkiria”, potem przy ulicy Mendelejewa. W grudniu zaczęto czytać jej poezję w audycjach poświęconych Litwinom, nadawanych przez moskiewskie radio.
W połowie 1942 r. poetka wyjechała z Ufy do Moskwy i tam zamieszkała. W Moskwie spotkała swoich dawnych przyjaciół, współpracowała z gazetami, szczególnie litewskojęzycznymi, uczestniczyła w wieczorkach literackich, czytała swoją twórczość przez radio. Gdy mieszkała w Moskwie, podupadła na zdrowiu, lecz nie chciała chodzić do lekarzy.

## Okres powojenny
Wieczorem 30 września 1944 r. Nėris wróciła z Moskwy do Kowna, spotkała się ze swoim mężem Bernardem, lecz nie mieszkała w domku w Palemonie. Zamieszkała przy ulicy Maironisa, a potem przeniosła się do mieszkania przy ulicy Dainavos. Poetka była już chora, lecz nie załamywała się z powodu trudnych warunków życia, choć zimą musiała mieszkać w nieogrzewanym mieszkaniu.
Jesienią 1944 r. odwiedziła swój dom rodzinny. 30 stycznia 1945 r. w Kownie, na sali kina „Forum”, odbył się drugi wieczorek literacki dla kowieńskich uczniów, na którym poetka czytała swoje wiersze.
8 czerwca 1945 r. Nėris hospitalizowano w Szpitalu Czerwonego Krzyża w Kownie. Kiedy przebywała w szpitalu, bardzo jej zależało, aby został wydany ostatni zbiór jej wierszy, który napisała będąc w Rosji. Tę książkę S. Nėris nazwała Przy wielkiej drodze (lit. Prie didelio kelio), lecz wydawca zmienił nazwę na Słowik nie może nie ćwierkać (lit. Lakštingala negali nečiulbėti). Zbiór na jej prośbę został jej pokazany. Poetce nie spodobała się ani zmieniona nazwa, ani przeredagowane wiersze.
7 lipca 1945 r. w Moskwie Salomeja Nėris zmarła z powodu raka wątroby. 8 lipca jej ciało zostało przewiezione do Kowna. 9 lipca odbył się pogrzeb. Poetka została pochowana w sadzie Muzeum Wojskowego. W 1992 r. jej szczątki uroczyście przeniesiono na cmentarz Pietraszuński.

## Zbiory poezji
- Anksti rytą, 1927
- Pėdos smėly, 1931
- Per lūžtantį ledą, 1935
- Diemedžiu žydėsiu, 1938
- Dainuok, širdie gyvenimą, 1943
- Lakštingala negali nečiulbėti, 1945
- Baltais takeliais bėga saulytė, 1956
- Širdis mana – audrų daina, 1959
- Kur baltas miestas, 1964
- Laumės dovanos, 1966
- Negesk žiburėli, 1973
- Kaip žydėjimas vyšnios, 1978